# 호세 바라케르

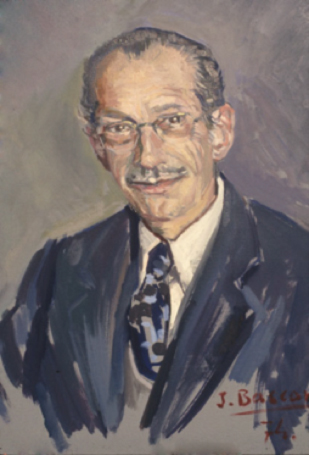

호세 이그나시오 바라케르 모네르(José Ignacio Barraquer Moner, 1916년 1월 24일 – 1998년 2월 13일)는 스페인의 안과의사이자 발명가로 바르셀로나에서 태어나 콜롬비아 보고타에서 일생의 대부분을 수행했다.
각막 이식 및 각막 굴절 교정에 대한 그의 독창적인 선구적인 연구로 인해 그는 "현대 굴절 수술의 아버지"로 불리게 되었다. 그의 안과 수술 기술과 발명품은 이제 안과계에서 일상적으로 사용되고 있다.